# Hôtel de ville de Montfermeil
L`Hôtel de Ville de Montfermeil, commune française du département de la Seine-Saint-Denis en région Île-de-France, a été construit en 1853. Il se trouve place Jean-Mermoz (anciennement place d'Armes puis place des Marronniers).

## Historique

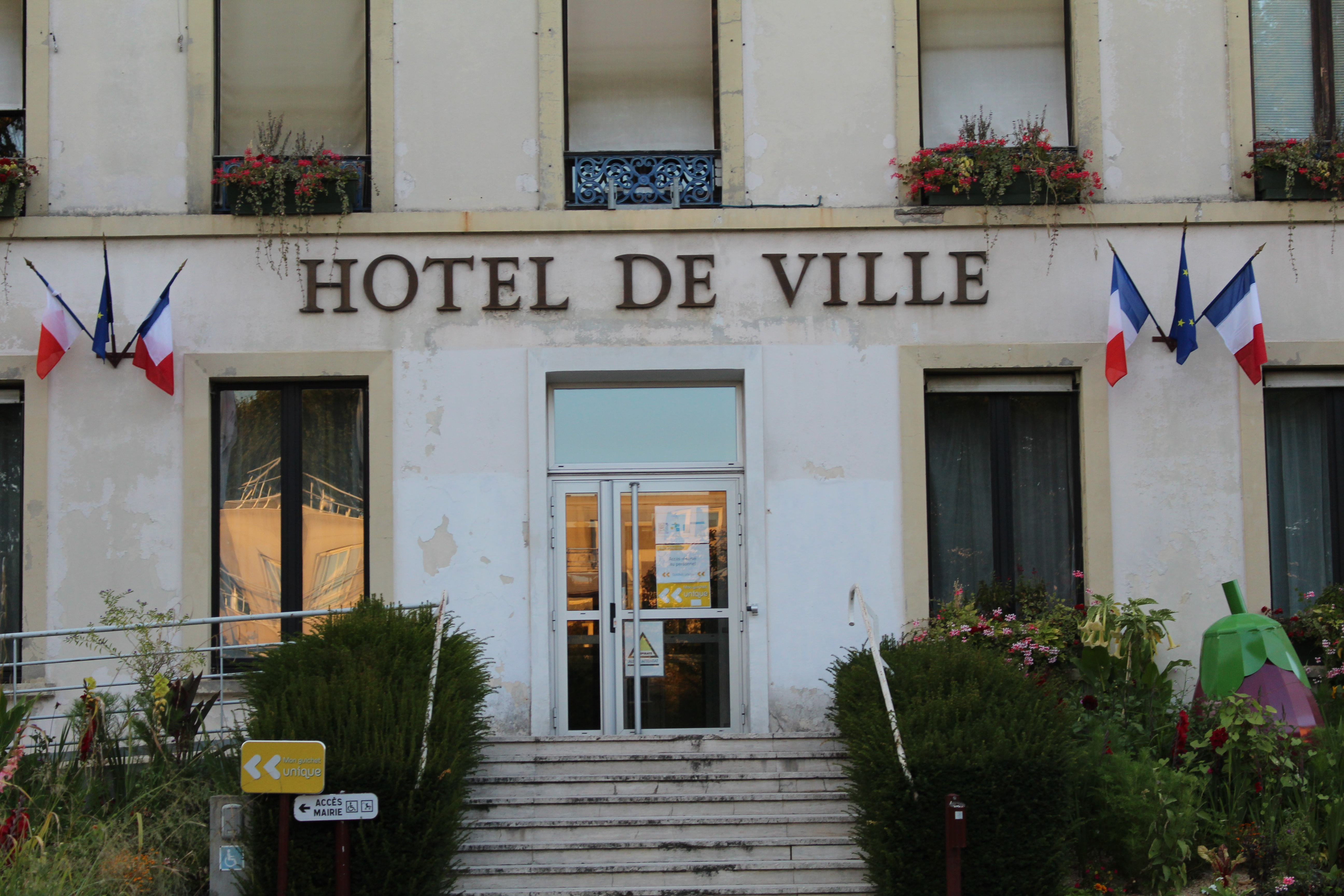
Hôtel de ville de Montfermeil, 2019.

À cet endroit se trouvait depuis 1680, une propriété créée par Jean Bouchu. Elle est ensuite acquise par un sieur Bertin, puis par le marquis de Joyeuse qui en fait la Folie-Joyeuse. Elle fut alors successivement rachetée et transformée par la veuve du général Rothe, madame de Saint-Germain, le baron André Marie Thomas Caillot de Coqueromont, puis madame de Bermonville.
Elle fut reconstruite en 1853 par François Ferdinand Decaen, et devint le domaine de la Haute-Futaie, qui fut par la suite loti, et le bâtiment principal transformé en restaurant pour les excursionnistes parisiens. Acquis en 1910 par un certain Murat, le domaine devint une colonie de vacances, qui ferma dans les années 1950. Il s'y installa une école privée dans les années 1950. La commune racheta le bâtiment en 1979 et y installa la mairie en 1982.
Une rue de la Haute-Futaie, dans les environs, pérennise l'ancien nom de ce domaine.

## Littérature
- Le Patrimoine des Communes de la Seine-Saint-Denis. Flohic Éditions, 2. Edition, Paris 2002,  (ISBN 2-84234-133-3), pp. 206